# 호남선 작업인부 사고
호남선 작업인부 사고(湖南線作業人夫事故)는 2003년 2월 14일 밤 광주역을 출발하여 서울역으로 가려던 무궁화호 열차가 익일 새벽 1시경 감곡역 인근에서 선로 보수 작업 중이던 공사 업체 직원 7명을 치어 숨지게 한 사고이다.

## 개요
사고 전날 밤 광주역을 출발한 무궁화호 열차는 익일인 사고 당일 새벽 1시경에 감곡역 부근에서 철로 보수 작업을 하고 있던 공사 업체 직원 7명을 발견하였고 열차가 달려오자 작업 인부들이 선로 밖으로 대피했으나 높은 담으로 둘러 싸여 있어 열차를 미처 피하지 못하고 참변을 당한 것이다. 즉 안전 불감증이 이런 참변을 부른 샘이다.

## 사고 당시
사고 당시 작업 인부들은 철도의 침목을 교체하던 중으로 이미 상당수의 침목과 철로의 연결고리가 해체된 상태에서 그 위를 시속 100km가 넘는 무궁화호 열차가 지나간 것이다. 이 때 열차가 고속으로 주행을 하게 되면 진동이 심하거나 탈선의 우려도 있다. 따라서 작업이 조금 더 진행돼 일부 침목을 빼낸 상태였다면 자칫 대형 사고가 일어날 수 있었던 상황이다.

## 사고 원인
사고 직전에 작업 인부들은 작업 예정 시간인 새벽 3시 20분경보다 약 2시간 30여 분가량 빠른 오전 12시 50분경에 작업에 투입되었던 것으로 알려졌다. 사고가 난 구간은 거의 매일 작업이 이뤄지는 구간으로 상행선과 하행선이 번갈아 가면서 운행해 왔으나 철도청은 그간 단 한번도 시공사의 작업시간을 확인해 본 적이 없었고 작업에 들어가는 공사업체 직원들에게 그날그날의 운행상황을 통보조차 하지 않았다. 그 뿐만 아니라 보통 작업 전에는 반드시 언제부터 언제까지 하라는 승인을 받은 뒤에 작업을 해야 되는데 그런 승인절차 없이 임의로 나가서 작업을 하였고 상행선 열차도 철도 전철화 공사 구간을 피하기 위해 선로를 하행선 선로로 바꿔 운행한 사실도 드러났다.

## 피해 규모
- 인명 피해 : 사망 7명

## 같이 보기
- 인천공항철도 작업인부 사고
- 김천역 KTX 작업인부 사망 사고